# Дримленд
«Дримленд» (англ. «Dreamland») — 4-й и 5-й эпизоды 6-го сезона сериала «Секретные материалы». Премьера первой части состоялась 29 ноября, и второй части 6 декабря 1998 года на телеканале FOX. Эпизоды принадлежат к типу «монстр недели» и не связаны с основной «мифологией сериала», заданной в первой серии. Режиссёр — Ким Мэннэрс, авторы сценария — Винс Гиллиган, Джон Шибан, Фрэнк Спотниц, приглашённые актёры — Майкл Маккин, Нора Данн, Джеймс Пикенс-мл.
«Dreamland» — одно из названий «Зоны 51».
В США серия получила рейтинг домохозяйств Нильсена, равный 10,1, который означает, что в день выхода серию посмотрели 17,48 миллиона человек.
Главные герои серии — Фокс Малдер (Дэвид Духовны) и Дана Скалли (Джиллиан Андерсон), агенты ФБР, расследующие сложно поддающиеся научному объяснению преступления, называемые Секретными материалами.

## Сюжет
В данных эпизодах Малдер и Скалли пытаются попасть в «Зону 51», Мекку уфологов и любителей теории заговора. На ночной дороге в Неваде их машину останавливают люди в чёрном и требуют убраться подальше. Внезапно над героями действа пролетает некий летательный аппарат, и оказывается, что герои из-за него поменялись душами. Также поменялся душой с индейской старухой в резервации и пилот этого секретного летательного аппарата. Малдеру теперь придется примерить на себя роль типичного представителя среднего класса с собственным домом, женой и двумя детьми, а также доказать перемещение душ и вернуться в прежнее состояние.